# Блокировка дорог
Блокировка дорог является распространённой тактикой, применяемой во время общественных протестов и политических демонстраций.

## Законность

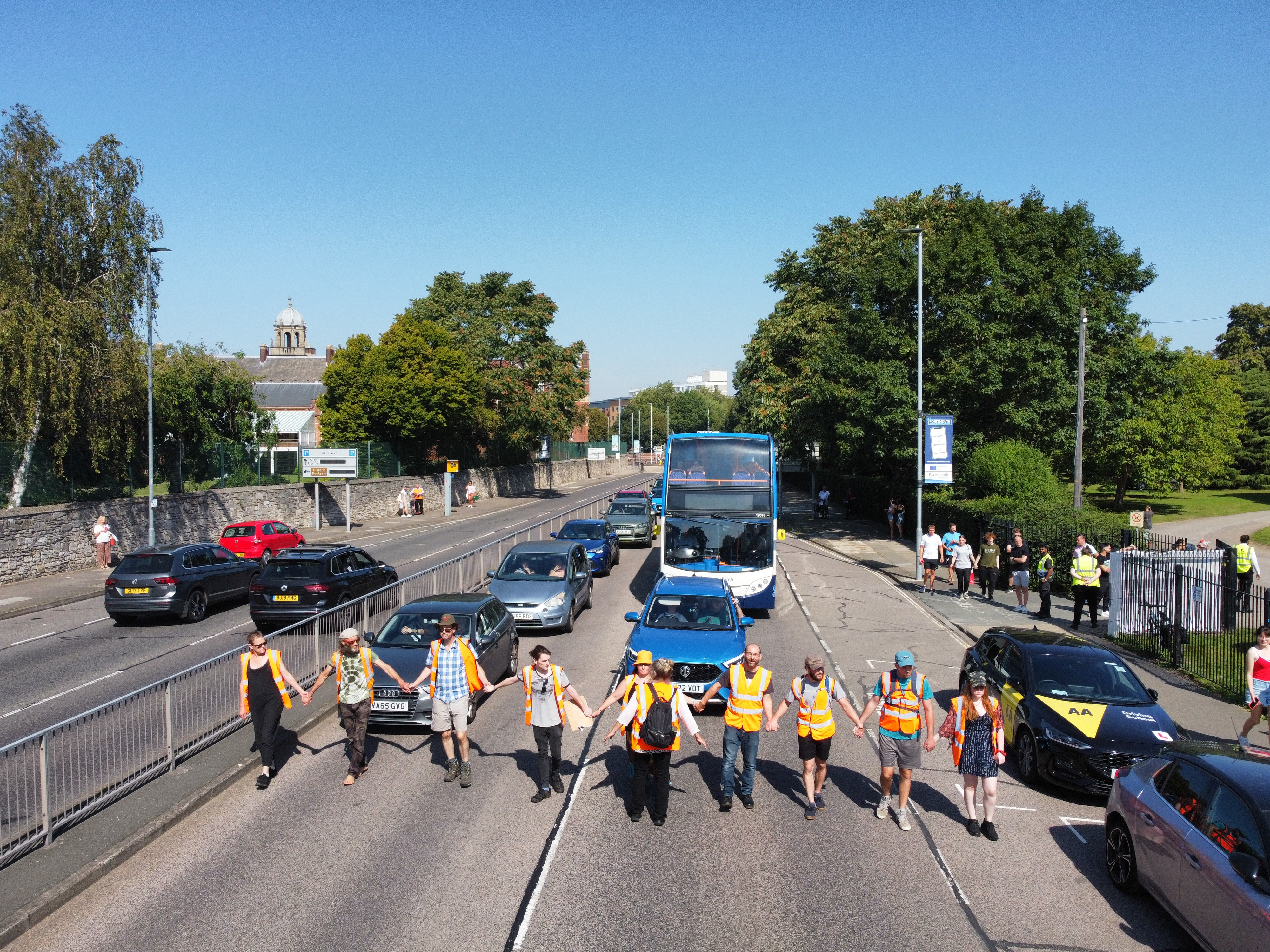
Протесты против продажи нефти. Англия, 2023 год

В большинстве стран намеренная блокировка дорог считается правонарушением. Существуют правила, согласно которым виновные в блокировании, загромождении, затруднении или ином создании помех для движения автомобилей и пешеходов на улицах и шоссе могут быть привлечены к ответственности. В некоторых странах также существует наказание за движение транспортных средств, скорость которых меньше 20 км/ч.
Существуют серьёзные нарушения правил дорожного движения, такие как опасная езда и несоблюдение дорожных разметок, которые являются недопустимым поведением в соответствии с национальными законами. За такие нарушения предусмотрены штрафы и другие виды наказаний. В подобных ситуациях ответственность за принятие необходимых мер возлагается на полицию. Например, если автомобиль нарушает правила дорожного движения, его могут сразу же отбуксировать.

## Известные случаи

### В России
22 января 2020 года в Москве на улице Бауманской, водитель фуры припарковал машину на проезжай части, заблокировав движение машин и общественного транспорта в обоих направлениях, в том числе трамвайные пути. В пробку попали сотни машин и трамваев. Мужчина забрался на крышу грузовика и кричал, заявляя о том, что ему не выплачивают зарплату. В результате акции, мужчине удалось получить часть зарплаты. Роструд заявили, что в отношении работодателя начали проверку.

### В Польше
С ноября 2023 года граница между Польшей и Украиной регулярно подвергалась блокаде со стороны польских протестующих в знак протеста против, по их заявлениям, недобросовестной конкуренции со стороны украинских транспортных компаний. Протестующие заявляли, что украинские водители начали перевозить грузы внутри ЕС, быстро вытесняя местных водителей с рынка из-за более низких затрат, поскольку они не подпадают под действие трудового и экологического законодательства Европы.

## Примеры
Примерами блокировки дорог с целью выражения протестных настроений являются:
- Протесты против вымирания[10];
- Забастовка авиадиспетчеров[англ.];
- Беспорядки на шоссе[англ.];
- Массовые велосипедные заезды;
- Блокировки дорог дальнобойщиками;
- Влияние на работу Евротоннеля во время миграционного кризиса вокруг Кале;
- Протесты против строительства трубопроводов, таких как Dakota Access, и так далее.